# Новий Брус
Новий Брус (пол. Nowy Brus) — село в Польщі, у гміні Старий Брус Володавського повіту Люблінського воєводства.
Населення — 125 осіб (2011).
У 1975-1998 роках село належало до Холмського воєводства.

## Демографія
Демографічна структура станом на 31 березня 2011 року:
|          | Загалом | Допрацездатний вік | Працездатний вік | Постпрацездатний вік |
| -------- | ------- | ------------------ | ---------------- | -------------------- |
| Чоловіки | 65      | 10                 | 46               | 9                    |
| Жінки    | 60      | 10                 | 36               | 14                   |
| Разом    | 125     | 20                 | 82               | 23                   |